# Ordizan
Ordizan (okzitanisch: Ordisan) ist eine französische Gemeinde mit 515 Einwohnern (Stand: 1. Januar 2022) im Département Hautes-Pyrénées in der Region Okzitanien. Sie gehört zum Arrondissement Bagnères-de-Bigorre und zum Kanton La Haute-Bigorre. Die Einwohner werden Ordizannais genannt.

## Geographie
Ordizan liegt in der historischen Provinz Bigorre am Fluss Adour und seinem Seitenkanal Canal d’Alaric, etwa 15 Kilometer südsüdöstlich von Tarbes und etwa vier Kilometer nordnordwestlich von Bagnères-de-Bigorre.
Die Nachbargemeinden von Ordizan sind Antist im Norden, Orignac im Nordosten, Hauban im Osten und Südosten, Pouzac im Süden und Südwesten, Trébons im Westen sowie Montgaillard im Nordwesten.

## Bevölkerungsentwicklung
| Jahr                       | 1962 | 1968 | 1975 | 1982 | 1990 | 1999 | 2006 | 2011 | 2018 |
| Einwohner                  | 252  | 263  | 305  | 360  | 441  | 408  | 414  | 491  | 534  |
| Quellen: Cassini und INSEE |      |      |      |      |      |      |      |      |      |

## Sehenswürdigkeiten

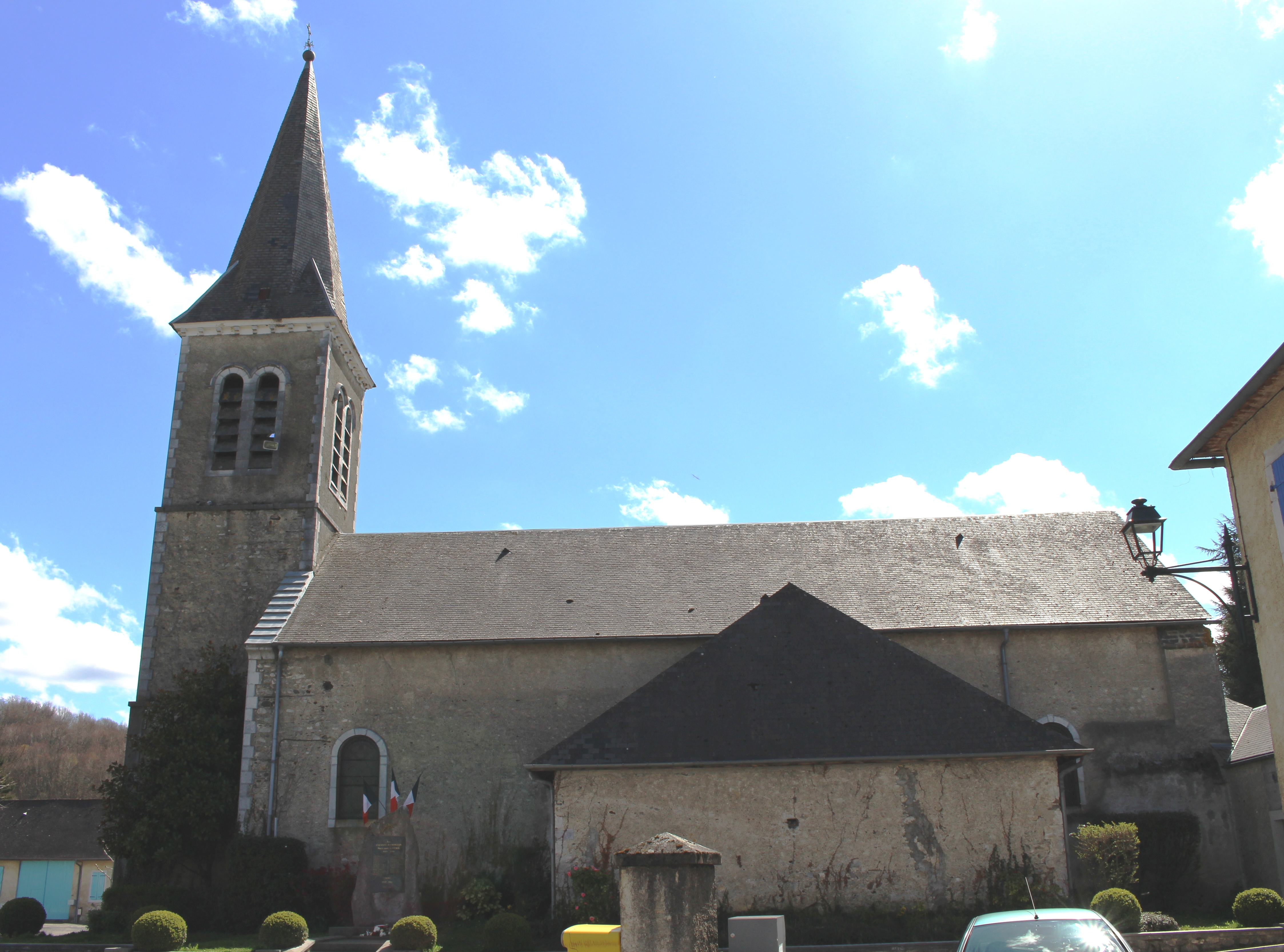
Kirche Saint-Georges

- Kirche Saint-Georges